# 野元菊雄
野元菊雄（のもと きくお、1922年9月10日 - 2006年7月31日）は、日本の言語学者。

## 来歴
神奈川県出身。父は海軍少将野元為輝。1948年東京帝国大学文学部言語学科卒。1950年同大学院（旧制）修了、国立国語研究所入所。ロンドン大学アジアアフリカ言語学院講師、サンパウロ大学客員教授、ハワイ大学客員教授、1974年国立国語研究所言語行動研究部長、日本語教育センター長、1982年所長。1990年退任、名誉所員、1995年日本語教育学会会長、勲三等旭日中綬章受勲、松蔭女子学院大学教授。方言の言語地理学的研究、外国人向けの「簡約日本語」作りに業績があった。

## 著書
- 『美しい敬語』芸術生活社 1972
- 『日本人と日本語』筑摩書房 言語生活叢書 1978
- 『文章・あいさつ表現辞典 故事ことわざの活用法』編、ぎょうせい 1981
- 『敬語を使いこなす』 講談社現代新書 1987
- 『文章・会話辞典 いい文章の書き方、会話と敬語の心得、電子メール活用術、著作権への対応』編著、ぎょうせい 2002

## 参考
- 野元菊雄(のもと きくお)とは？ 意味や使い方 - コトバンク
- 『人事興信録』1995年